# Grafschaft Lyon
Die Grafschaft Lyon um die Stadt Lyon (Lyonnais) bestand seit dem 6. Jahrhundert. Grafen von Lyon waren Gerhard von Roussillon, im Jahr 870 Boso von Vienne und 885 Bernard Plantevelue.
Anschließend gehörte Lyon zum Königreich Burgund später (942) zum Herzogtum Burgund.

Provinzen Frankreichs (1477). Die Grafschaft Forez lindgrün im Südosten, östlich davon das Lyonnais. Die rote Linie markiert die Grenze zwischen Frankreich und dem Heiligen Römischen Reich.

Gegen Ende des 10. Jahrhunderts tritt mit Artaud († 1097) wieder ein Graf auf. Ab diesem Zeitpunkt standen die Grafen in Rivalität zum Erzbischof von Lyon. Artauds Tochter und Erbin Ida-Raimunde heiratete Guiges-Raymond von Albon († 1109), den jüngeren Sohn des Grafen Guigues II. von Albon und Grenoble. Spätestens seit 1029 stand die Grafschaft Forez in Personalunion mit der Grafschaft Lyon. 1167 huldigte der Graf Guigues II. von Lyon und Forez dem französischen König Ludwig VII. für Forez.
1173 wurde die Personalunion geteilt: Der Erzbischof erhielt die Stadt und die Täler (die Grafschaft Lyon), der Graf die Berge (die Grafschaft Forez). Ab jetzt stand der Erzbischof als Herr von Lyon und des Lyonnais unter der alleinigen Oberhoheit des Kaisers. Die Situation, Diener zweier Herren mit Besitz im Frankreich und im Kaiserreich zu sein, nutzte der Erzbischof aus, um sich tatsächlich unabhängig zu geben, aber auch, um der Stadt Lyon 1208 eine kommunale Verfassung zu verweigern. Kaiser Friedrich Barbarossa bestätigte diese Lage in mehreren Bullen. Dem Erzbischof und Grafen gelang es auf dieser Basis, Lyon zum Ort des Ersten Konzils von Lyon sowie des Zweiten Konzils von Lyon und der Krönung des Papstes Clemens V. (1305) zu machen.
Die Kapetinger hingegen versuchten, in die Angelegenheiten der Grafschaft einzugreifen, zumal der Erzbischof auch Primas der Kirche in Frankreich war. Sie nahmen Einfluss auf die Besetzung des erzbischöflichen Stuhls und erzwangen 1269 die Anerkennung ihrer Aufsicht über die Justiz. 1271 unterstellten sich die Bewohner der Stadt Lyon dem Schutz des Königs, 1274, während des Konzils, errichtete Philipp III. seine Herrschaft in der Stadt. 1288 wurden Lyon und dem Erzbischof-Grafen die Beziehungen zum Kaiserreich untersagt. Der König erhob nun die Steuern in der Stadt. 1307 wurde die Rechtsprechung dem König übertragen, so dass dem Erzbischof-Grafen nur noch die Münze, der Wegezoll und die kommerziellen Steuern blieben.
Das Konzil von 1312 fand dann konsequenterweise in Vienne statt.
1320 erhielt Lyon seine Kommunalverfassung, 1340/42 gab der Erzbischof-Graf seine letzten Rechte an der Stadt ab.